# Billy-sur-Aisne
Billy-sur-Aisne é uma comuna francesa na região administrativa de Altos da França, no departamento de Aisne. Estende-se por uma área de 7,47 km². Em 2010 a comuna tinha 1 167 habitantes (densidade: 156,2 hab./km²).